# KSV Jabbeke
KSV Jabbeke is een Belgische voetbalclub uit Jabbeke. De club is aangesloten bij de KBVB met stamnummer 3962 en heeft wit en zwart als kleuren. Jabbeke speelt al heel zijn bestaan in de provinciale reeksen.

## Geschiedenis
In 1925 richtten enkele jongeren in de Stationswijk een voetbalploeg op onder de naam SV Jabbeke. Men sloot zich niet bij een voetbalbond aan, maar speelde enkele vriendschappelijke wedstrijden. Uiteindelijk verdween deze ploeg weer. In het begin van de Tweede Wereldoorlog, op 15 oktober 1940, werd een nieuw SV Jabbeke opgericht. Na een tijd vriendschappelijk te spelen, sloot men zich in januari 1941 aan bij de Vlaamse Voetbalbond, een met de KBVB concurrerende bond. Jabbeke droeg er stamnummer 602 en speelde er vanaf september in competitie. In 1943 werd de ploeg kampioen in zijn West-Vlaamse reeks.
Een uittreksel uit de algemene statuten van de ploeg:
De vereniging werd gesticht op 15 oktober 1940 ten huize van Jozef Castelein, Stationsstraat 55 te Jabbeke onder de benaming “Sportvereniging Jabbeke”. Het doel welke met deze stichting beoogd wordt is de sport in onze gemeente als middel tot lichamelijke ontwikkeling ingang te doen vinden
In 1943 maakte men de overstap naar de Belgische Voetbalbond, waar men stamnummer 3962 kreeg toegekend. Jabbeke bleef er de volgende decennia in de provinciale reeksen spelen, waar het soms eens promoveerde en degradeerde. Zo werd men in 1953 kampioen in Derde Provinciale B en in 1959 in Vierde Provinciale A. In 1957/58 sloot de club een 20-jarige overeenkomst met Cercle Brugge, dat in de hogere nationale reeksen speelde. Brugge zou jaarlijks een oefenwedstrijd komen spelen en spelers zouden worden uitgewisseld. In 1960 werd burgemeester en senator Albert Bogaert voorzitter van de club en voor het eerst kwam men ook met een juniorenploeg in de competitie. In 1965 werd men nog eens kampioen in Vierde Provinciale A.
In 1991, in navolging van het 50-jarig bestaan, werd de club koninklijk, en de naam werd gewijzigd in KSV Jabbeke. Vanaf 2000 trad Jabbeke met een damesploeg in competitie. Deze ploeg zou opklimmen tot op het hoogste niveau in het Belgisch damesvoetbal. In 2010 ging de vrouwenafdeling samenwerken met eersteklasser Club Brugge. Ze verliet Jabbeke en ging verder als Club Brugge Dames.
In 2014 neemt Chris Bourgois de fakkel over als voorzitter van KSV Jabbeke. Hij volgt hiermee Willy Van Den Bussche op. In 2015 werd het 75-jarig bestaan gevierd.
Op het einde van het seizoen 2015-2016 zakt KSV Jabbeke naar 3de provinciale. In het seizoen 2016/2017 worden ze kampioen en promoveren ze weer naar de 2de provinciale.

## Resultaten
| Seizoen | Klasse | Klasse | Klasse | Klasse | Klasse | Klasse | Klasse | Klasse | Reeks                 | Opmerkingen                       |
|         | I      | II     | III    | IV     | P.I    | P.II   | P.III  | P.IV   |                       |                                   |
| ------- | ------ | ------ | ------ | ------ | ------ | ------ | ------ | ------ | --------------------- | --------------------------------- |
| 2004/05 |        |        |        |        |        | 7      |        |        | Tweede Prov. W-Vl     |                                   |
| 2005/06 |        |        |        |        |        | 13     |        |        | Tweede Prov. W-Vl     |                                   |
| 2006/07 |        |        |        |        |        | 15     |        |        | Tweede Prov. W-Vl     | Degradatie naar Derde Provinciale |
| 2007/08 |        |        |        |        |        |        | 8      |        | Derde Prov. W-Vl      |                                   |
| 2008/09 |        |        |        |        |        |        | 3      |        | Derde Prov. W-Vl      | Promotie na eindrondewinst        |
| 2009/10 |        |        |        |        |        | 11     |        |        | Tweede Prov. W-Vl     |                                   |
| 2010/11 |        |        |        |        |        | 10     |        |        | Tweede Prov. W-Vl     |                                   |
| 2011/12 |        |        |        |        |        | 12     |        |        | Tweede Prov. W-Vl     |                                   |
| 2012/13 |        |        |        |        |        | 5      |        |        | Tweede Prov. W-Vl     |                                   |
| 2013/14 |        |        |        |        |        | 7      |        |        | Tweede Prov. W-Vl     |                                   |
| 2014/15 |        |        |        |        |        | 13     |        |        | Tweede Prov. W-Vl     |                                   |
| 2015/16 |        |        |        |        |        | 14     |        |        | Tweede Prov. W-Vl     | Degradatie na testwedstrijd       |
| 2016/17 |        |        |        |        |        |        | 1      |        | Derde Prov. W-Vl      | Kampioen in 3de provinciale B     |
| 2017/18 |        |        |        |        |        | 7      |        |        | Tweede Prov. W-Vl. A  |                                   |
| 2018/19 |        |        |        |        |        | 10     |        |        | Tweede Prov. W-Vl. A  |                                   |
| 2019/20 |        |        |        |        |        | 5      |        |        | Tweede Prov. W-Vl. A  |                                   |
| 2020/21 |        |        |        |        |        | -      |        |        | Tweede Prov. W-Vl. A  | Seizoen geschrapt wegens Covid-19 |
| 2021/22 |        |        |        |        |        | 3      |        |        | Tweede Prov. W-Vl. A  | Promotie                          |
| 2022/23 |        |        |        |        | 16     |        |        |        | Eerste Prov. W-Vl.    |                                   |
| 2023/24 |        |        |        |        |        | 9      |        |        | Tweede Prov. W-Vl. A  |                                   |
| 2024/25 |        |        |        |        |        | 12     |        |        | Tweede prov. W-Vl. A  |                                   |
| 2025/26 |        |        |        |        |        |        |        |        | Tweede prov. W.-Vl. A |                                   |